# Fashion Nugget
Fashion Nugget è il secondo album dei Cake. Contiene una reinterpretazione in versione rock del successo di Gloria Gaynor I Will Survive ma soprattutto è grazie al brano The Distance che l'album ottiene un buon successo commerciale.

## Tracce
Tutte le canzoni sono state scritte da John McCrea, tranne dove indicato diversamente:
1. Frank Sinatra – 4:01
2. The Distance – 3:00 (Greg Brown)
3. Friend Is a Four Letter Word – 3:22
4. Open Book – 3:44
5. Daria – 3:44
6. Race Car Ya-Yas – 1:21
7. I Will Survive (Freddie Perren, Dino Fekaris) – 5:10
8. Stickshifts and Safetybelts – 2:09
9. Perhaps, Perhaps, Perhaps (Osvaldo Farrés, Joe Davis, John McCrea) – 2:24
10. It's Coming Down – 3:44
11. Nugget – 3:58
12. She'll Come Back to Me – 2:24
13. Italian Leather Sofa – 5:52
14. Sad Songs and Waltzes (Willie Nelson) – 3:15